# شارع المنصور (مكة المكرمة)
 شارع المنصور أو شارع الأمير منصور بن عبد العزيز هو شارع في مدينة مكة المكرمة في منطقة مكة المكرمة في الغرب من المملكة العربية السعودية.  يصل طوله إلى حوالي 11 كلم، ابتداءً من طريق الحجون، وانتهاء بشارع إبراهيم الخليل، والطريق الدائري الأوسط المؤلف حسن بن عبد الله

## وصلات خارجية
إحصاءات سكانية وطنية